# Doublebass

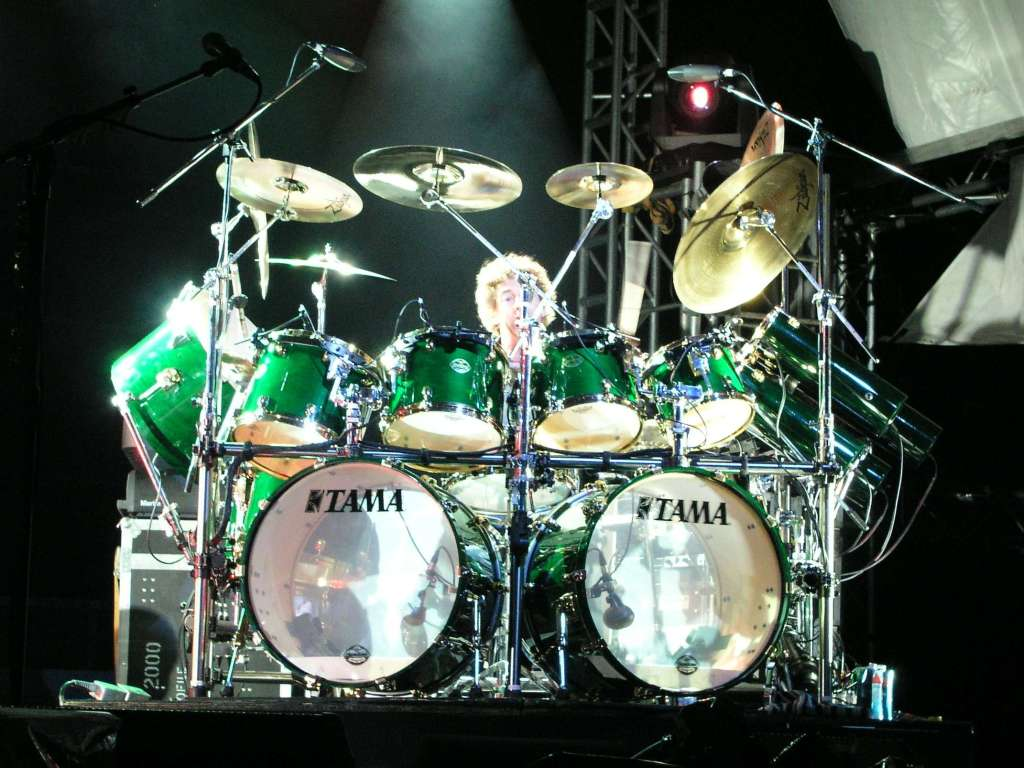
Simon Phillips an seinem Schlagzeug mit zwei Bassdrums

Doppelfußmaschine, mit der eine einzelne Bassdrum gespielt wird

Doublebass (dt. „Doppel-Bass“) ist eine Zweifußtechnik beim Schlagzeugspiel, die eine schnelle, treibende Rhythmik ermöglicht und vor allem im Metal, aber auch im Hardcore Punk Verwendung gefunden hat. Erstmals wurde diese Form des Schlagzeugspiels in den 1940er Jahren von dem Swing- und Big-Band-Schlagzeuger Louie Bellson eingesetzt.
Der Schlagzeuger bedient sich entweder zweier Basstrommeln (Große Trommeln, bass drums, kick drums) oder verwendet eine so genannte Doppelfußmaschine, die die Schlegel zweier Pedale auf eine Trommel lenkt. Durch das abwechselnde Treten auf zwei Pedale kann der Schlagzeuger eine in etwa doppelt so schnelle Bass-Drum-Trittfrequenz erzielen wie beim Spiel mit nur einem Fuß. Besonders schnelle Trittfrequenzen lassen sich durch das abwechselnde Treten mit Fußspitze und Ferse beider Füße erreichen („Heel-Toe-Technik“). Durch entsprechendes Training lassen sich Geschwindigkeiten erzielen, die von Nichtkennern der Technik häufig gar nicht mehr menschlichen Pedaltritten zugeordnet werden können. Die Verwendung zweier Basstrommeln hat den Vorteil, dass die Felle der beiden Trommeln doppelt so lange ausschwingen können und dadurch besser klingen. Zudem wird das Spielgefühl gesteigert, da nun der linke Fuß auf eine eigene Basstrommel schlägt und nicht durch eine Mechanik auf die andere umgelenkt wird. Der Nachteil hierbei ist allerdings, dass es sehr schwierig ist, zwei Basstrommeln auf exakt die gleiche Tonhöhe zu stimmen, sodass oft bei Live-Konzerten die zweite Basstrommel nur aus optischen Gründen eingesetzt wird. Gespielt wird mit einer Doppelfußmaschine, deren moderne und hochwertige Vertreter kaum noch die Schwäche des schwergängigeren linken, sogenannten Slave-Pedals aufweisen. Außerdem ist die Ausrichtung und Konfiguration des Schlagzeugs aufwändiger als beim Spiel mit nur einer Basstrommel.
Da beim Spiel mit zwei Basstrommeln jedoch durchaus auch verschiedene Stimmungen der Trommeln erwünscht sein können, werden diese oft auf zwei verschiedene Tonhöhen gestimmt oder zwei unterschiedlich große Basstrommeln verwendet. Dies dient dazu, den Klang beim Doublebassspielen dynamischer und interessanter zu gestalten.
Der Kanadier Tim Waterson gilt als einer der schnellsten Doublebassspieler weltweit; er hielt unter anderem über mehrere Jahre den Rekord im „single stroke“-Spiel mit über 1000 Schlägen pro Minute, was mehr als 16 Schlägen pro Sekunde entspricht.